# Balidarcha
Balidarcha é um gênero de mariposa pertencente à família Crambidae.